# Дом Синоди-Попова (Таганрог)
Дом Синоди-Попова — объект культурного наследия, который располагается по улице Греческой, 84 в городе Таганроге Ростовской области. Памятник архитектуры.

## История
В середине XVIII века предки Синоди-Поповых торговали вблиз реки Темерник и на мысе Таган-Роге. Родоначальником таганрогских Синоди-Поповых считается бердянский купец Георгий Семенович Синоди-Попов, родившийся в 1755 году.
В 1840-х годах по улице Греческой, 84, семейством Синоди-Поповых был построен новый дом. Нет достоверной и точной информации о происхождении двойной фамилии этих людей. В метричной книге 1853 года есть информация о сыне Дмитрии и его отце Мине Егоровиче Попове, но в других документах первой половине XIX века у этого семейства уже встречается двойная фамилия, в то время как упоминания про отдельную фамилию «Синоди» исследователям обнаружить не удалось.
Известно, что в Таганроге проживали два брата Семен Егорович Попов и Минай Егорович Попов. Оба были потомственными почетными гражданами. В разных документах встречается две версии отчества братьев — «Егоровичи» и «Георгиевичи».
Супругой Миная Егоровича была Мария Дионисьевна. У них было несколько детей: Екатерина, Елена, Георгий, Егор, Дмитрий.
Жену Семена Егоровича звали Олимпиада Васильевна Палама, в браке у них родилось две дочери: Анна и Анфия. Семен Попов был представителем Нидерландского консульства в Таганроге, а с 1872 года — представлял ещё и Португальское консульство. Занимался благотворительностью, принимал участие в жизни Общества для оказания помощи всем нуждающимся, наравне с другими известными жителями Таганрога — Лакиером, Скараманга, Варваци, Алфераки, Лициной, Бернадаки. Семен Попов был мировым судьей и значился в первом списке Окружного суда, который открылся 30 апреля 1869 года. Также он исполнял обязанности библиотекаря в учреждении при Коммерческом собрании, эту работу он выполнял бесплатно. Он оказывал помощь автору Павлу Петровичу Филевскому в написании книги «История города Таганрога», рассказывая некоторые факты.
Один из известных потомков семейства — художник Дмитрий Минаевич Синоди-Попов, в цокольном этаже этого дома располагалась его мастерская с 1870-х годов. С 1873 по 1880 года дом принадлежал потомственному почетному гражданину Синоди Попову, с 1890 по 1898 год его владельцем был потомственный почетный гражданин Семен Синоди-Попов. в 1906 году перешёл в собственность потомственного почетного гражданина Миная Егоровича и Анфии Семеновна Синоди-Поповых, а также жене потомственного почетного гражданина Елене Семеновне Авьерино.
В 1910-х годах дочь Семена Егоровича Попова — Елена Семеновна Авьерино, содержала в доме школу мальчиков и девочек. В эти годы здесь арендовала жилье Любовь Николаевна Псалти — преподаватель немецкого языка в мужской гимназии. Также она работала и в частном училище I разряда А. А. Грановского. В 1918 году на подворье был расположен склад швейных машин фирмы «Зингер и КО».
Дом был собственностью потомков братьев Синоди-Поповых вплоть до Октябрьской революции. Затем стал собственностью немца Ф. Е. Дрейлинга, который владел домом до 1925 года. По другим данным в доме в 1920-х годах располагался литературный пролетарский клуб, после прекращения его деятельности это здание стало жилым домом.
С 1992 года признан памятником архитектуры и охраняется законом.

## Описание
Фасад дома украшает лепной рисунок. Крыльцо дома создано с тремя колоннами. Дом двухэтажный, первый цокольный этаж рустован. Весь фасад занимает фронтон прямоугольной формы, который располагается над венчающим карнизом с сухариками. Окна первого этажа украшают замковые камни. Над окнами второго этажа создан растительный орнамент, а под самими окнами — сделаны фальшивые балясины.

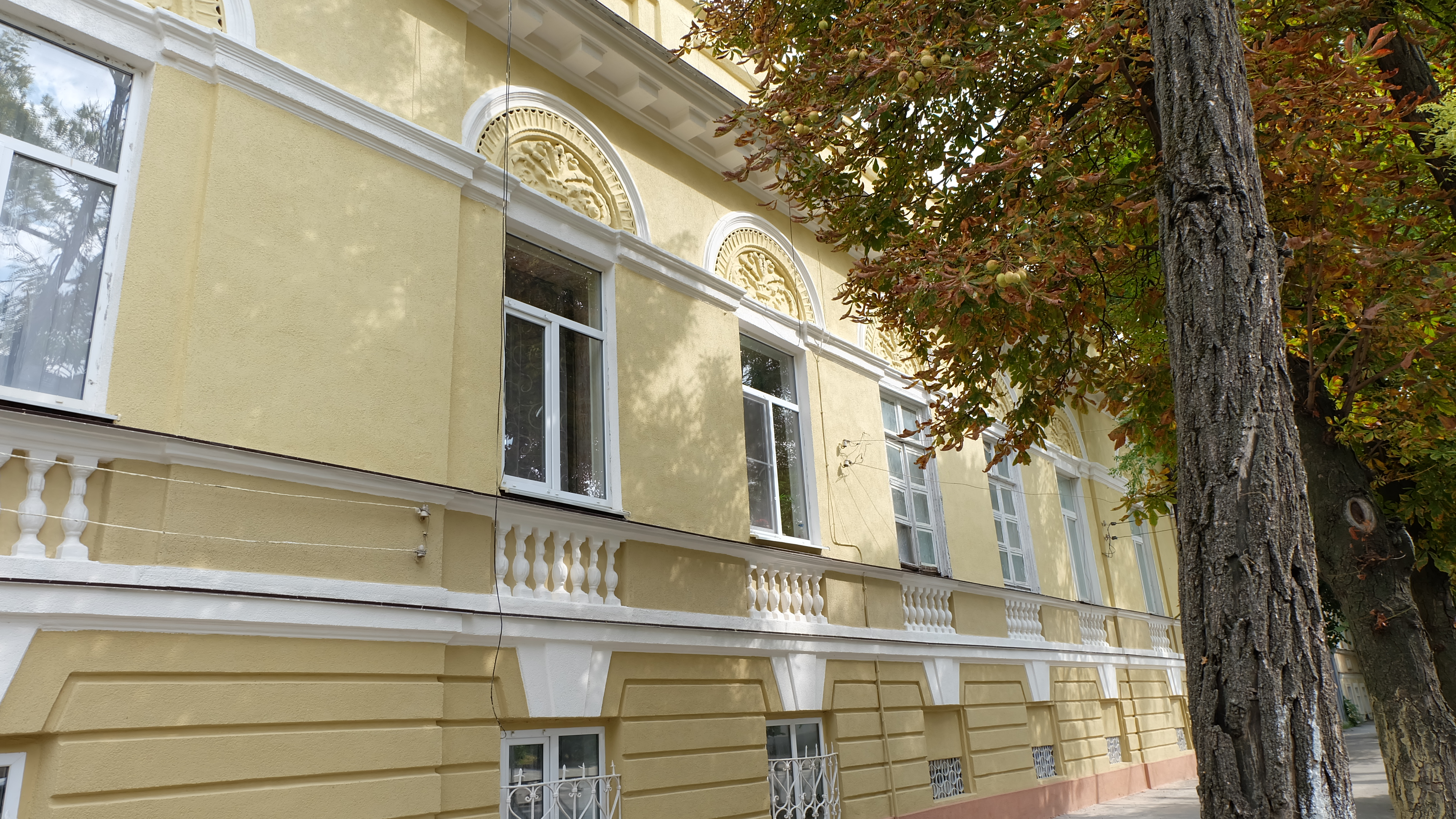
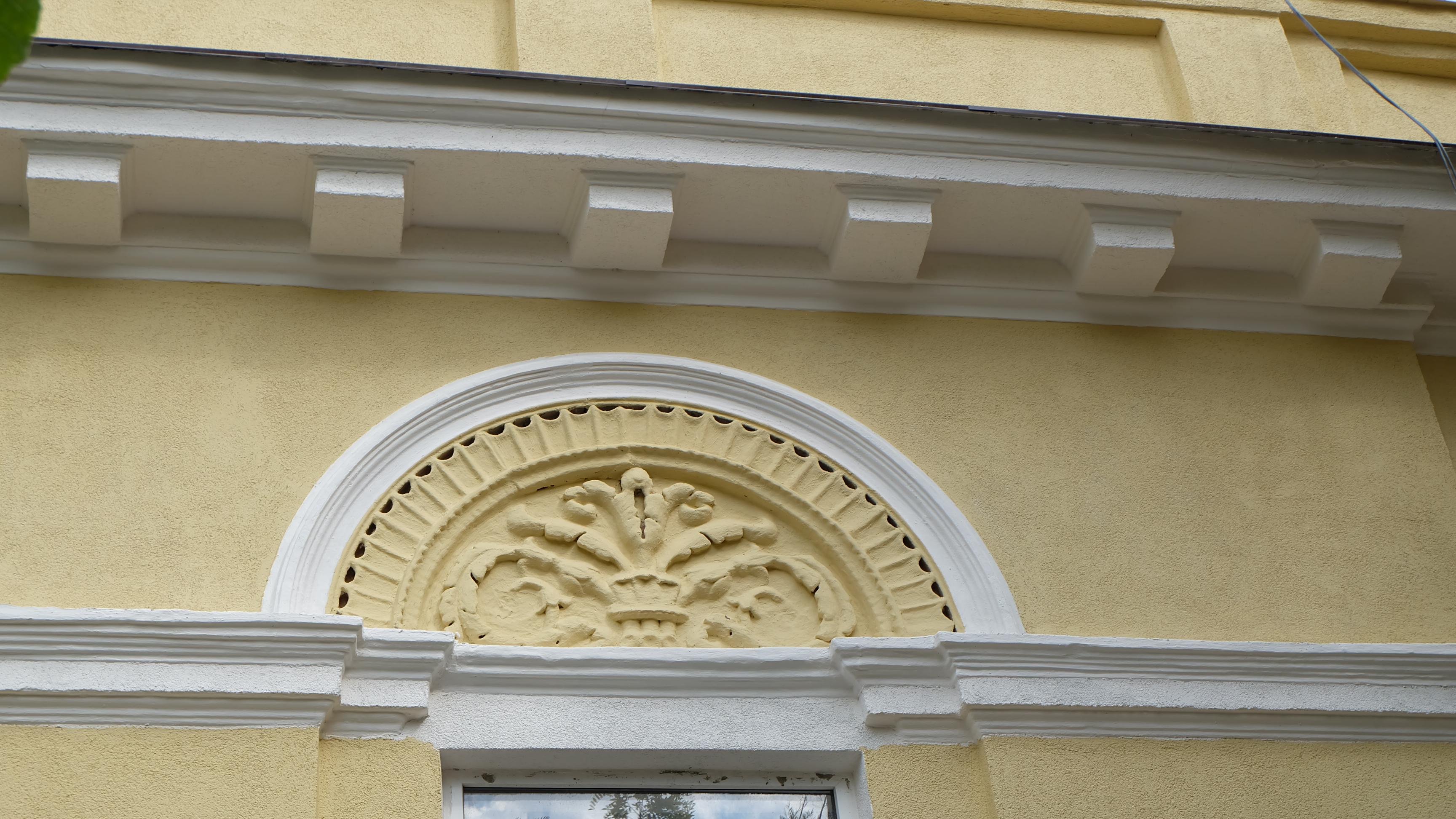